# Phtheochroa gigantica
Phtheochroa gigantica es una especie de polilla de la familia Tortricidae. 

## Distribución
Se encuentra en la Ciudad de México.